# 上関町

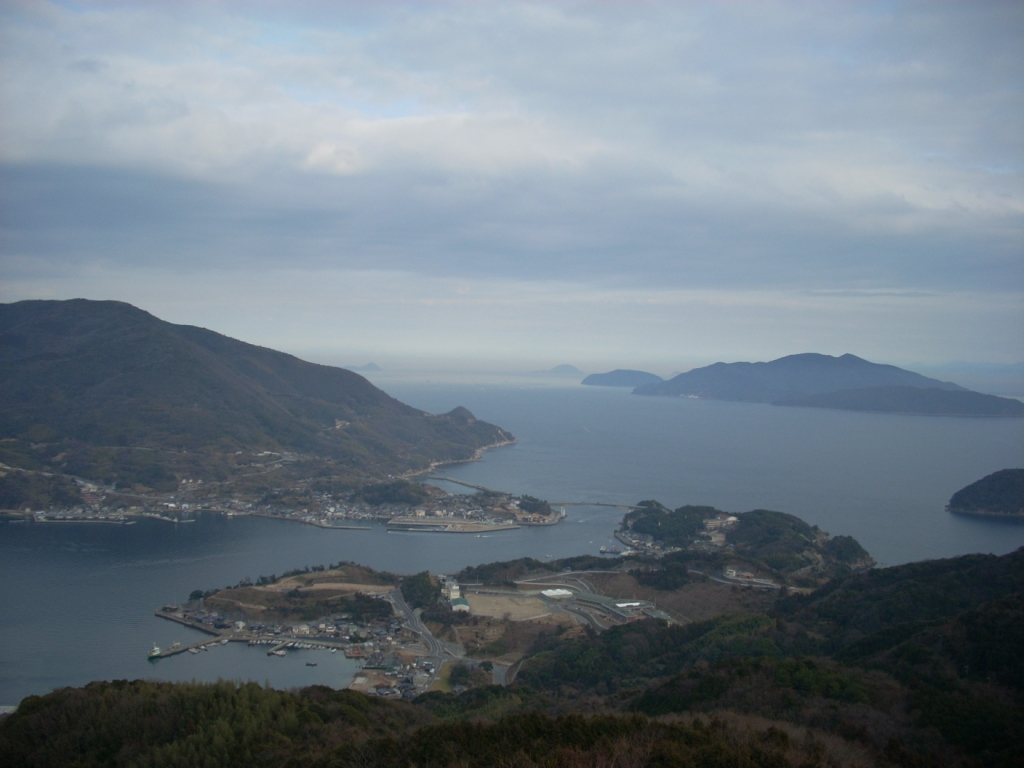
上関町上盛山からの上関町中心部の展望。手前が長島、奥が室津。

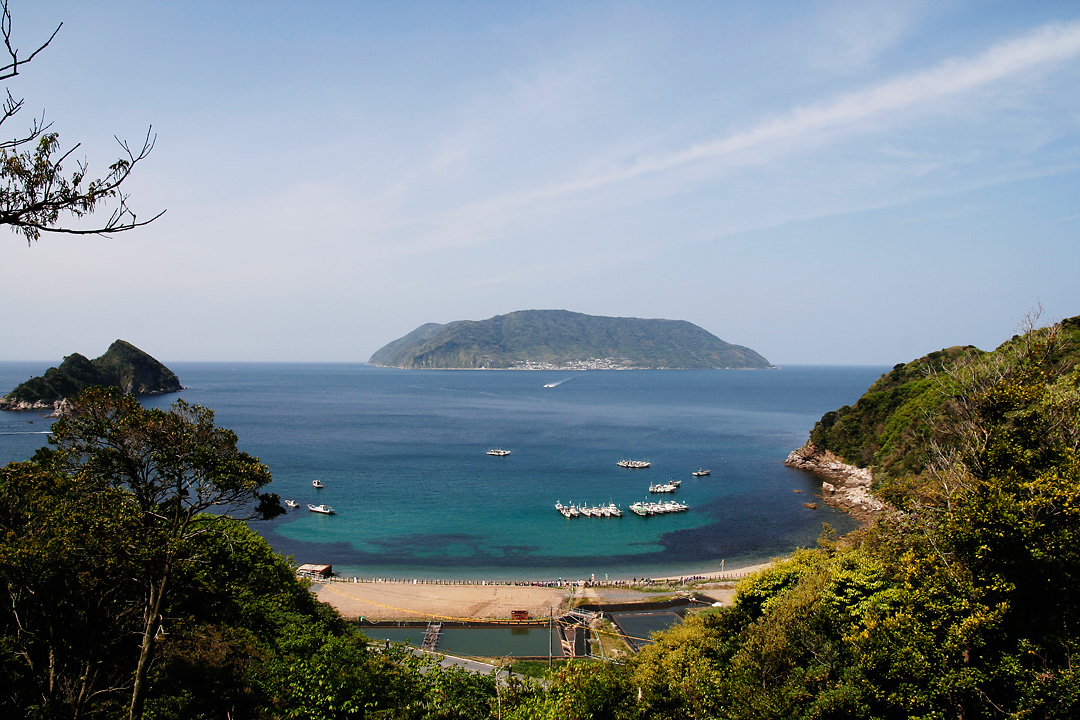
上関町田ノ浦と対岸の祝島

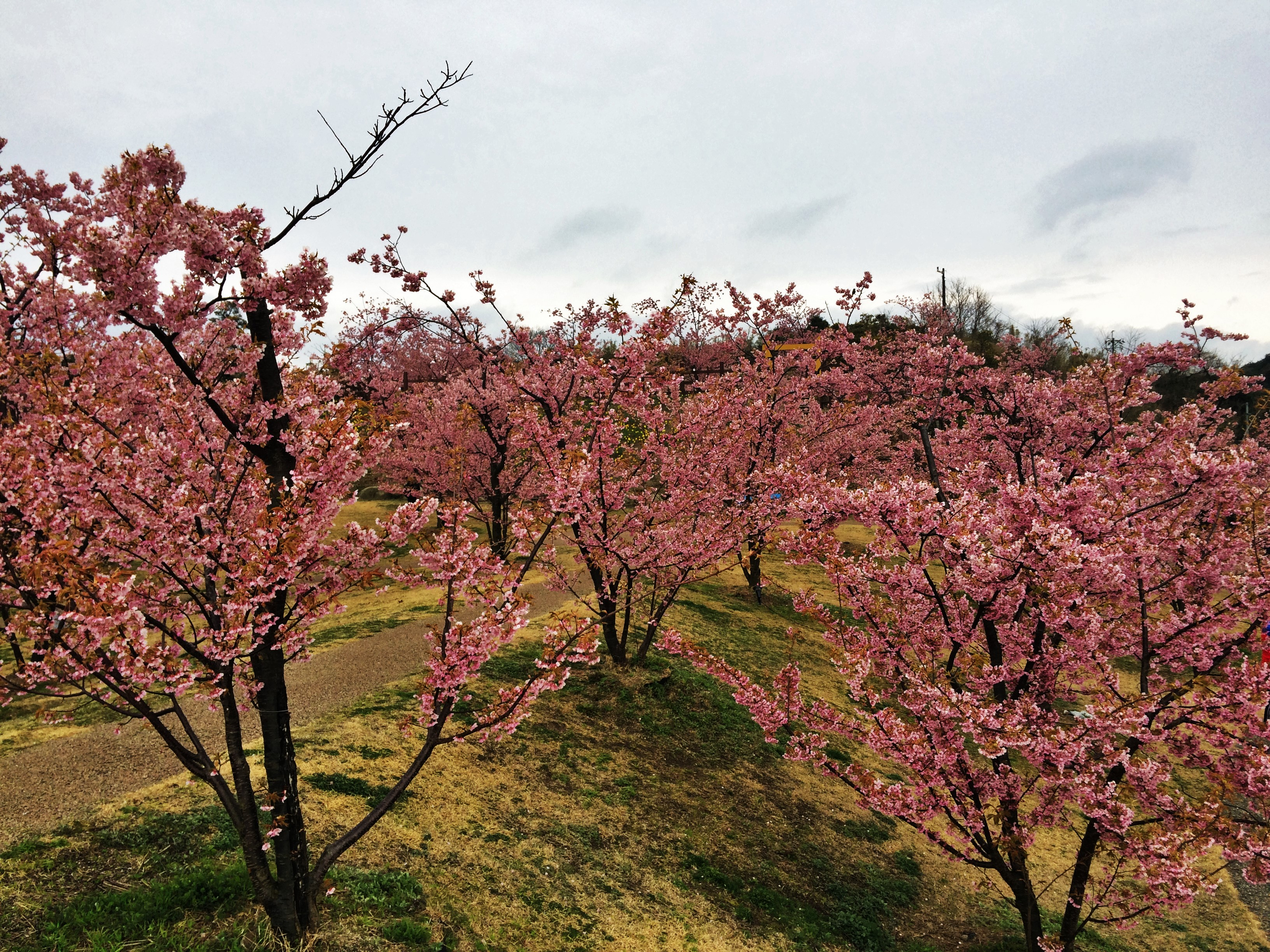
上関城山歴史公園 さくらまつり

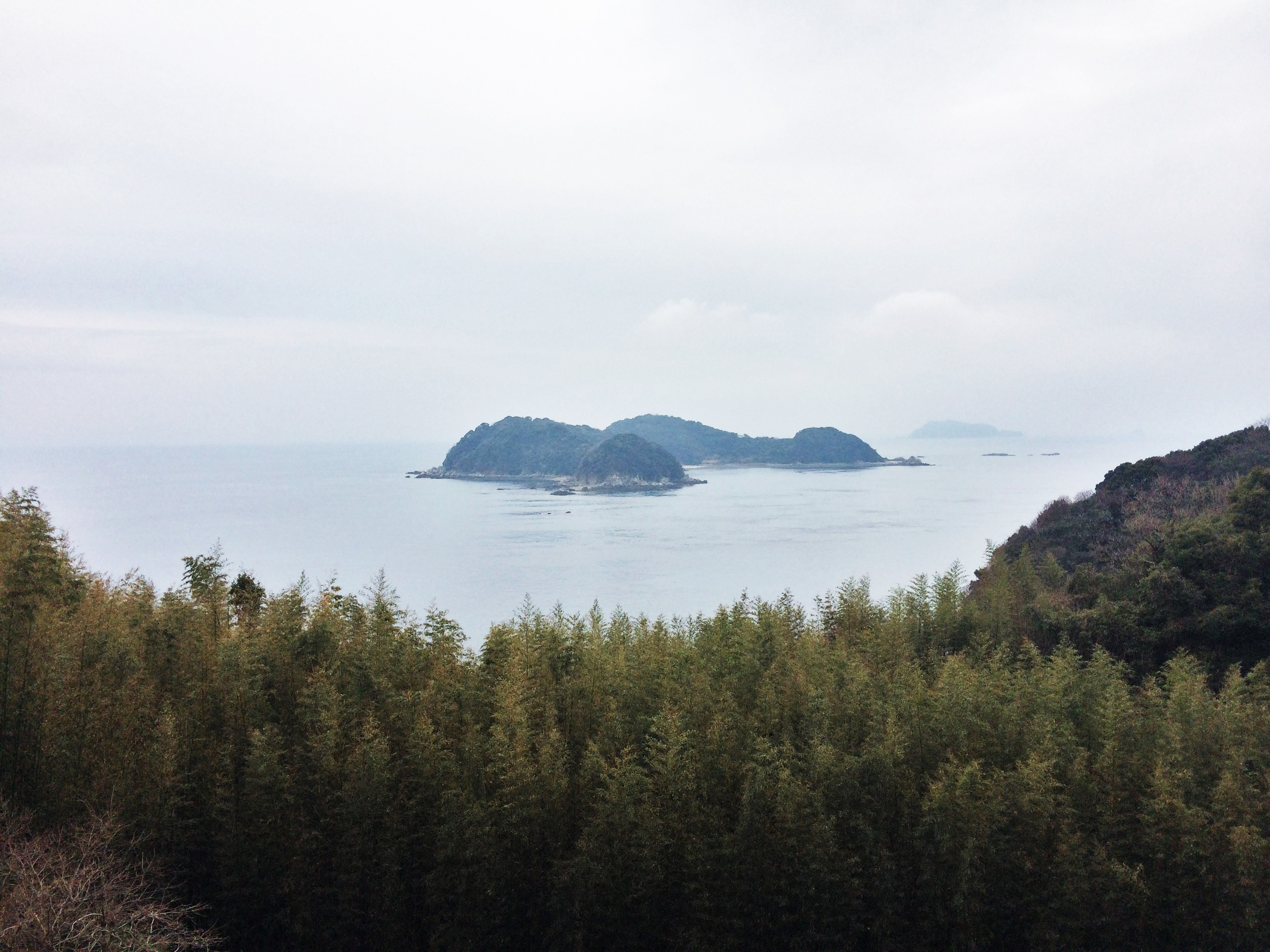
長島から見た天田島

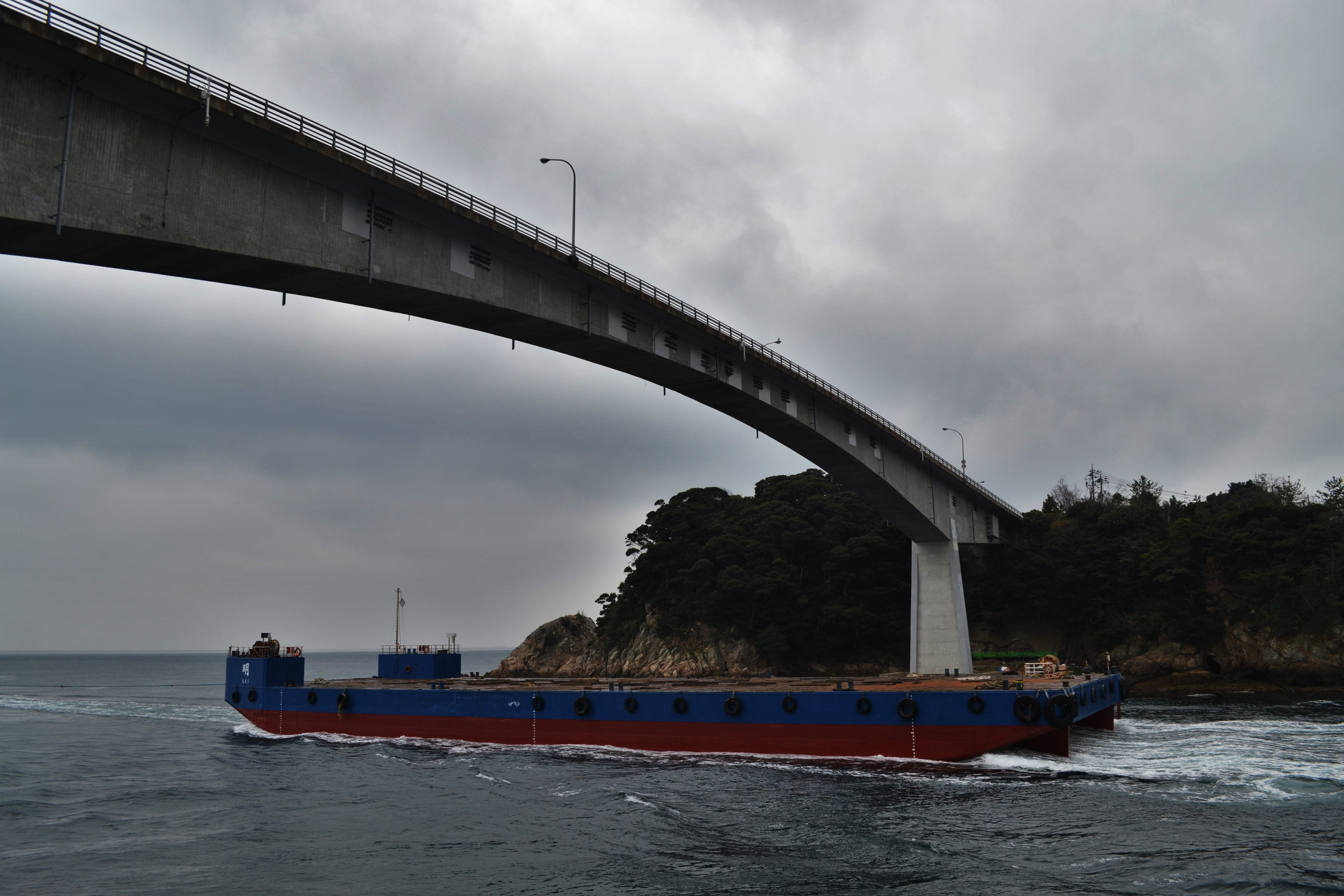
上関大橋

上関町（かみのせきちょう）は、山口県の南東部にある町。熊毛郡に属する。

## 地理
瀬戸内海に面しており、町域は室津半島の先端と長島、祝島、八島の三島からなる。町の中心部は半島先端部にあたる室津（むろつ）地区、及びその対岸で上関大橋で本土と陸続きになっている長島である。気候は温暖で雨量は少ない。

### 隣接している自治体
- 柳井市
- 熊毛郡：平生町

### 人口
直近40年で人口が3分の1に落ち込むなど急激な人口減少、高齢化が起きている。
| |                                        |  |
| 上関町と全国の年齢別人口分布（2005年） | 上関町の年齢・男女別人口分布（2005年） |  |
| ■紫色 ― 上関町 ■緑色 ― 日本全国 | ■青色 ― 男性 ■赤色 ― 女性              |  |
| 上関町（に相当する地域）の人口の推移 \| 1970年（昭和45年） \| 8,308人 \| \| \| 1975年（昭和50年） \| 7,494人 \| \| \| 1980年（昭和55年） \| 6,773人 \| \| \| 1985年（昭和60年） \| 6,155人 \| \| \| 1990年（平成2年） \| 5,516人 \| \| \| 1995年（平成7年） \| 4,845人 \| \| \| 2000年（平成12年） \| 4,307人 \| \| \| 2005年（平成17年） \| 3,706人 \| \| \| 2010年（平成22年） \| 3,332人 \| \| \| 2015年（平成27年） \| 2,803人 \| \| \| 2020年（令和2年） \| 2,342人 \| \| |                                        |  |
| 総務省統計局 国勢調査より |                                        |  |
| 1970年（昭和45年） | 8,308人                                |  |
| 1975年（昭和50年） | 7,494人                                |  |
| 1980年（昭和55年） | 6,773人                                |  |
| 1985年（昭和60年） | 6,155人                                |  |
| 1990年（平成2年） | 5,516人                                |  |
| 1995年（平成7年） | 4,845人                                |  |
| 2000年（平成12年） | 4,307人                                |  |
| 2005年（平成17年） | 3,706人                                |  |
| 2010年（平成22年） | 3,332人                                |  |
| 2015年（平成27年） | 2,803人                                |  |
| 2020年（令和2年） | 2,342人                                |  |

### 地名
旧上関村は発足時より3大字がある。室津村は大字がなく、編入時に同村域が大字室津となっている。
- 祝島(旧上関村)
- 長島(旧上関村)
- 八島(旧上関村)
- 室津(旧室津村)

## 歴史
かつて瀬戸内海西部には船の荷を検査する番所が設置されていた。現在の山口県に当たる部分においても、都に近いほうから「上関」「中関」「下関」が設置されていた。このうち、「上関」が設置されていたのが当所であったため、この地名がついた。
平安時代から室町中期にかけてはもっぱら「竈戸(かまど)」「竈戸関」と呼ばれた。史料に残される最も古い記録としては、966年(康保3年)の『清胤王書状』に、長島近辺の集落がイカの塩辛を皇室に進納する御厨として記載されている。また、平安後期には風待ち港として記録が残っている。平安末期になると、竈戸は賀茂別雷神社の社領となり、1445年(文安2年)の東大寺への年貢船の記録に初めて「上関」の名が現れ、以後多く使われるようになった。
鎌倉時代には地頭が配属されて関所としての機能が強まり、海上交通の要衝となっていった。室町時代には大内氏が竈戸関を支配したが、海上勢力の活動も活発であり、竈戸関は倭寇の拠点として海外にも認識されていた。江戸時代に上関天満宮に作られた灯籠の銘文によれば、室町時代に能島村上氏の祖である村上義顕が上関城を築城したとあり、戦国時代には村上水軍と、同盟関係にあった毛利氏の重要な海上拠点のひとつとなっていた。江戸時代中期に上関は北前船の風待ち港として全盛期を迎えた。公館である御茶屋、海上保安の御番所、藩営の商業機関である越荷会所など長州藩の出先機関が置かれ、富裕な商家の名残が今日にも見られる。明治時代以降、機帆船や蒸気船の登場によって上関町は、寄港地としての役割を終えた。
1969年に上関大橋が開通した。
1982年、町内に上関原子力発電所を建設する計画が浮上し現在も計画が進行中である。
2022年（令和4年）3月22日には町役場新庁舎での業務が開始された。

### 原子力発電所建設計画
1982年に当地に中国電力が原子力発電所を建設する計画が浮上し、1988年には町が中国電力に誘致を申し入れた。長島南西部への四代(しだい)地区に建設が予定されている。元々は2012年6月に工事開始、2018年3月に運転開始の予定だったが、2011年3月発生の東日本大震災に伴う国のエネルギー政策が不透明になったこともあり、建設工事着手が見送られている。
2023年8月、西哲夫町長は、上関原子力発電所予定地における、中国電力と関西電力が使用する中間貯蔵施設建設の調査受け入れを表明した。

### 沿革

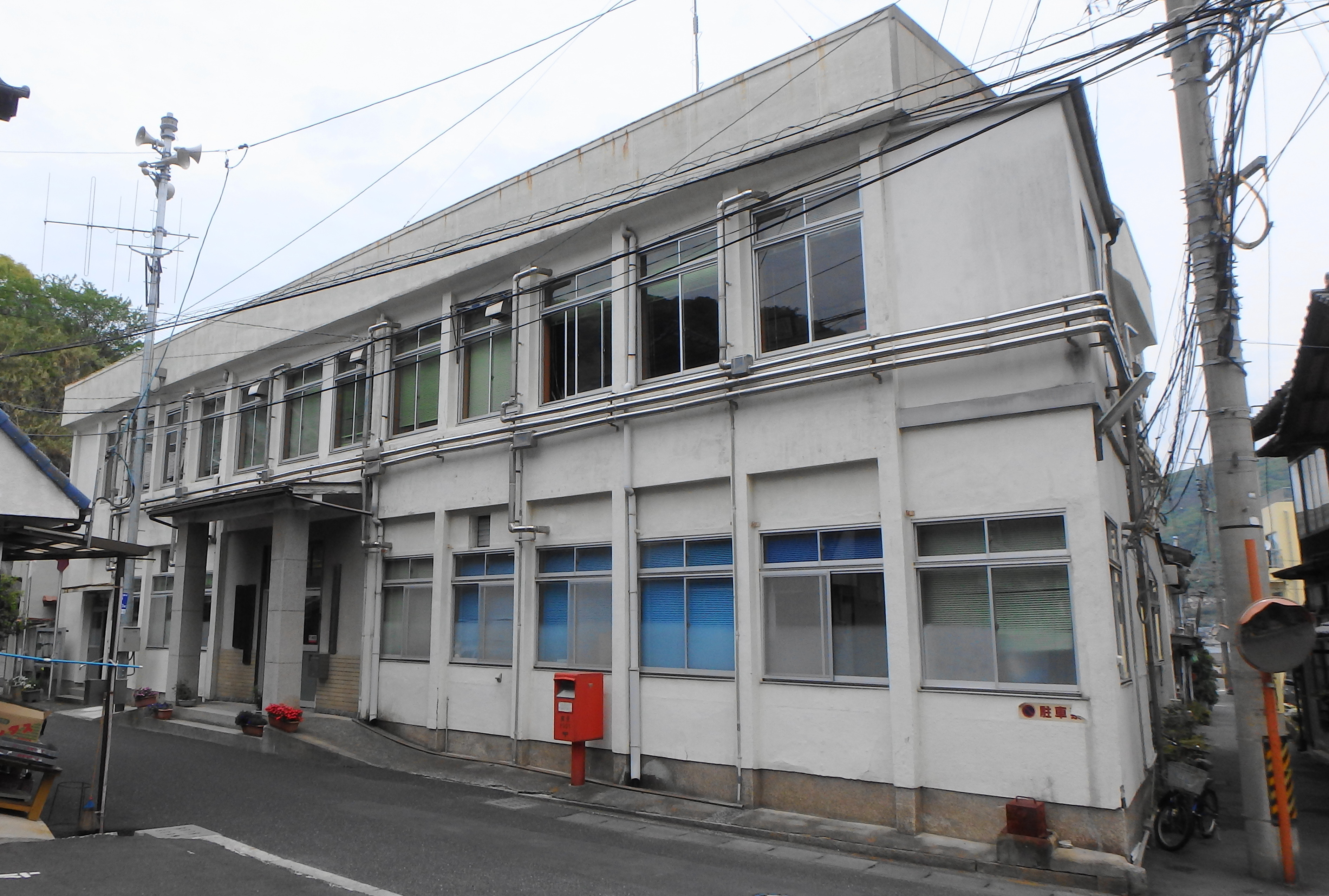
旧上関町役場

- 1889年(明治22年)4月1日 - 町村制の施行により、長島・八島・祝島の区域をもって上関村が発足。
- 1958年(昭和33年)2月1日 - 上関村が室津村を編入のうえ町制施行して上関町となる。

## 行政

### 町政

#### 歴代町長
- 西哲夫(2022年～現職)
- 柏原重海(2003年～2022年)
- 加納簾香(2003年)
- 片山秀行(1983年～2003年)
- 加納新(1959年～1963年、1971年～1983年)
- 中守庄治(1963年～1971年)
- 嶋末富貴夫(1958年～1959年)[10]

#### 議会
- 定員10

### 警察
- 柳井警察署

### 消防
- 柳井地区広域消防組合(管理者:柳井市長)

## 産業
2010年現在、町内の産業別就労割合は第一次産業19.3％、第二次産業が19.8％、第三次産業が60.7%となっている。

### 商業
以下、町内の商業関連施設を示す。
- 上関町商工会
- 道の駅上関海峡

### 農業
2010年時点での総農家数は131。自給的農家は89で販売農家42のうち34が専業。野菜、果物の作物別経営対数は温州みかんの38が最も多くなっている。
以下に農業関連の施設を示す。
- 山口県農業協同組合上関支所

### 漁業
2010年の漁業協同組合員数は449人で漁獲高は約3億6800万円。同年、漁獲量が最も高かったのはマアジで140.6ｔ、次いでマダイが66.0ｔ、ハモが50.0ｔなどとなった。
以下漁業関連の施設。
- 山口県漁業協同組合
- 祝島市場

### 金融機関
- 東山口信用金庫上関支店
- 上関郵便局
- 上関港郵便局
- 祝島郵便局
- 山口県漁業協同組合

## 教育

### 小学校
- 上関町立上関小学校
- 上関町立祝島小学校

### 中学校
- 上関町立上関中学校
- 上関町立祝島中学校(休校中)

## 交通

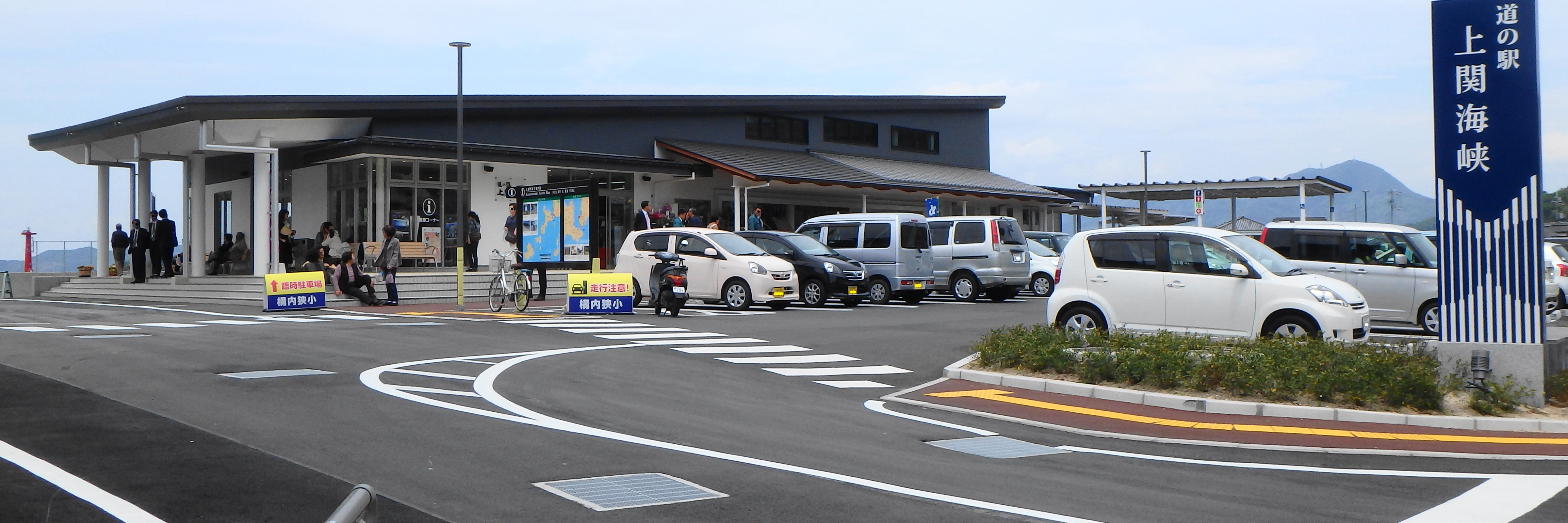
道の駅上関海峡

### 遠隔地への公共交通
町内には鉄道路線および空港はない。
- 最寄り空港は岩国錦帯橋空港。町と空港を直接結ぶ公共交通はない。
- 最寄り鉄道駅はJR山陽本線柳井駅(同駅から約20km)。鉄道駅から当町へ公共交通を利用する場合、柳井駅前からバスを利用するか、柳井港駅前の柳井港から祝島航路を利用することになる。

### 路線バス
- 防長交通 - 柳井駅前・柳井市街地・平生町中心部と長島の東端部の間を結ぶ。かつては長島の島内各地に路線があったが廃止され、上関町営バスに代替された。
  - 柳井駅前 - 平生 - 佐賀 - 脇の浜 - 道の駅上関海峡 - 上関
- 上関町営バス - 町内本土部および長島島内で3路線運行する。基本的に上関町内のみの運行だが、平日・土曜日2往復のみ柳井医療センター発着の便がある。

### 道路
- 町内には高速道路および国道は通っていない(山陽自動車道玖珂インターチェンジもしくは熊毛インターチェンジより約40km、国道188号から約15km)。
- 県道（主要地方道）
  - 山口県道23号光上関線
  - 山口県道72号柳井上関線

### 航路
- 祝島航路
  - 柳井港 - 室津 - 上関 - 蒲井 - 四代 - 祝島
- 八島航路
  - 上関 - 室津 - 八島

## 著名な出身者
- 原田大二郎(タレント、大学教授、八島出身)
- 大田正一(軍人、戦後は行方不明になるも1994年死亡確認、旧室津村出身)

## ゆかりのある人物
- 橋下徹(政治家、大阪市長)- 母親が上関町出身

## 上関町を舞台とする作品
- 1974年（昭和49年）NHK朝の連続テレビ小説『鳩子の海』の舞台になった。